# 11664 Kashiwagi
11664 Kashiwagi este un asteroid din centura principală de asteroizi.

## Descriere
11664 Kashiwagi este un asteroid din centura principală de asteroizi. A fost descoperit pe 4 aprilie 1997 la Kitami de Kin Endate și Kazuro Watanabe. Asteroidul prezintă o orbită caracterizată de o semiaxă mare de 3,18 ua, o excentricitate de 0,08 și o înclinație de 2,7° în raport cu ecliptica.